# МАЗ-105
МАЗ 105 — міський зчленований 20-метровий автобус, що вироблявся у Мінську, на Мінському автозаводі з 2000 по 2014 рік.
Перший прототип був побудований в 1997 році. Серійне виробництво розпочалося в 2000 році.
Автобус створений для перевезеня дуже великої кількості пасажирів міста, пасажиромісткість автобуса сягає 160-170 пасажирів.
Комфорт автобуса доволі високий — у автобусі є 56 сидячих місць з антивандальним покриттям, на верху салону встановлена потужна підсвіткак для їзди уночі, автобус має щонайменше 4 продувальні люки, а по замовленню на автобус додаються тоновані вікна. При повному завантаженні максимальна швидкість автобуса сягає 78.4 км/год. МАЗ 105 є одним з найпотужніших зчленованих автобусів. Має двигун Daimler Chrysler OM 906LA (у деяких модифікацій — Mercedes-Benz OM 906LA). Потужність двигуна досягає 270 кінських сил. Паливний бак вміщує 120 літрів, автобус використовує систему Euro-3 і Euro-4.
В 2014 році виробництво автобусів МАЗ 105 було припинено.
Розповсюджений у Білорусі і Росії. В Україні такі автобуси — рідкість.